# ゴム気球

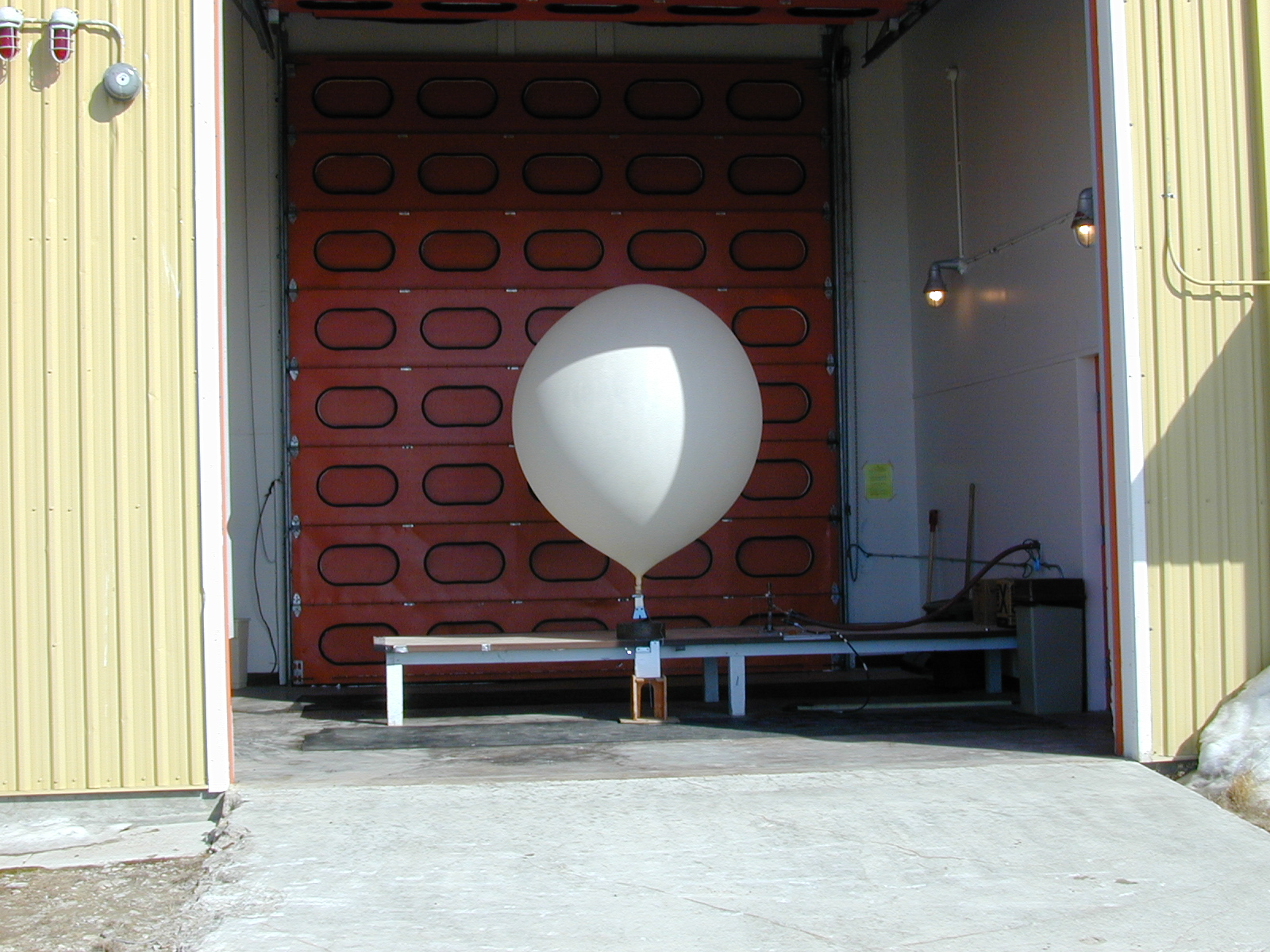
高層気象観測用気球。水素ガス取扱施設内で水素ガスを充填中

ゴム気球（ゴムききゅう、英: Weather balloonあるいはMeteorological balloon）とは気象観測などに用いられる球体のゴム製の気球である。気象観測用ゴム気球（きしょうかんそくようゴムききゅう）とも呼ばれる。ドイツの気象学者リヒャルト・アスマンによって1900年頃に開発された。これは、それまでの皮や紙で作られた気象観測用気球と比べて以下の利点を持っている。
- 安価で使い捨てできる
- 平衡高度になることがないため膨張して破裂するまで上昇できる
- 同じ高度に留まることがないため日射や換気不足の影響を受けにくい
- 短時間で上昇して破裂するため風に流される距離が少なく、パラシュートを使って行う自記測定器の回収が放球地点からそれほど遠くない

## 概要

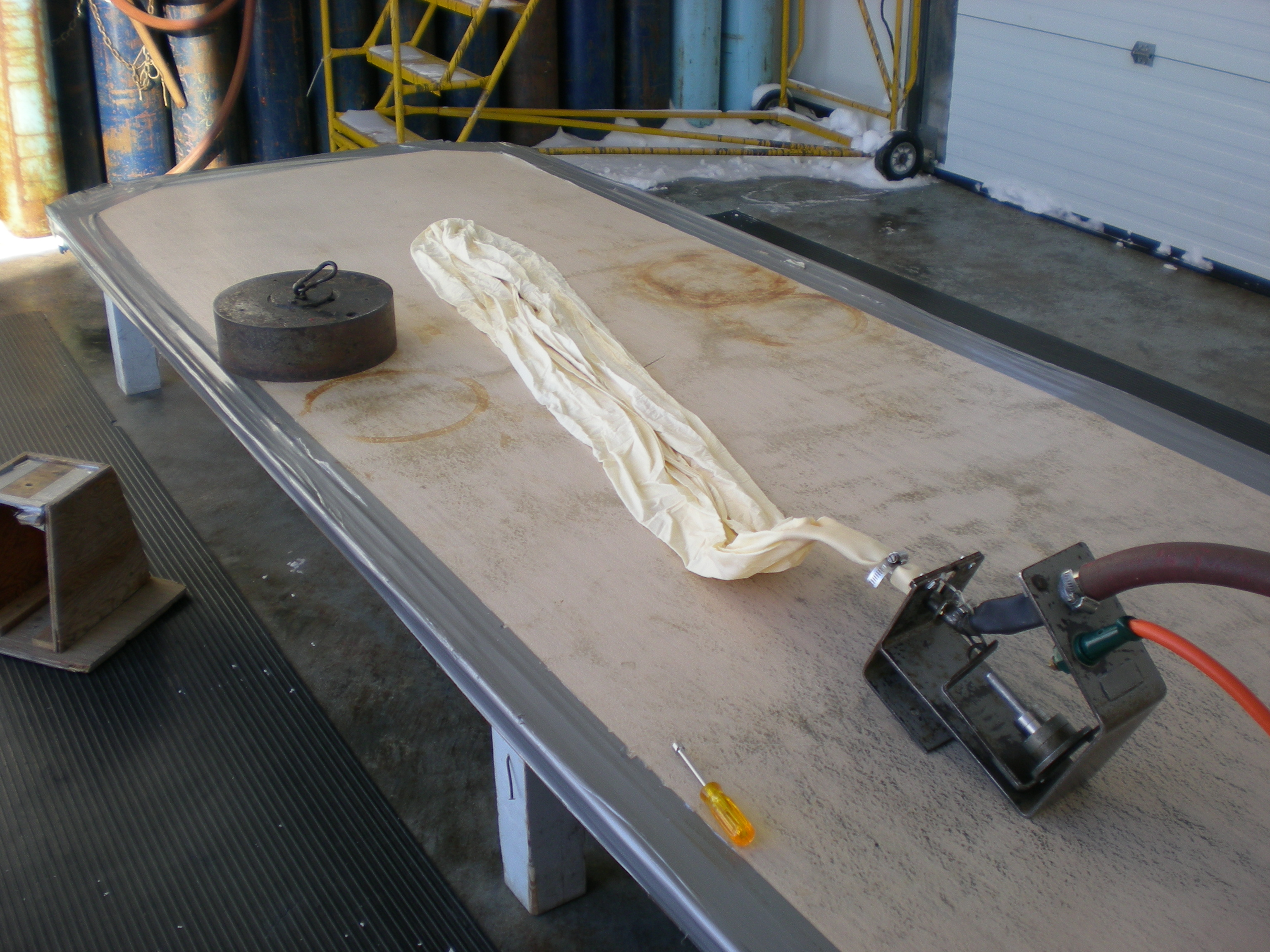
膨らます前の高層気象観測用気球

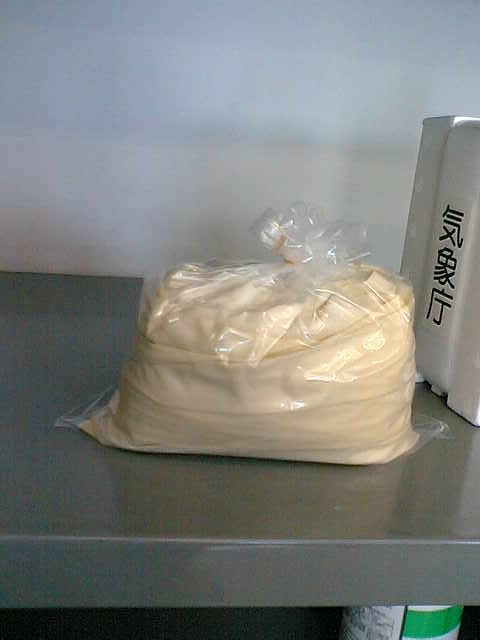
高層気象観測用気球。水素ガス充填前の状態。ポリエチレン袋に入っており、取り出して使用する

ゴム気球とは、伸縮性の大きい球体のゴム製の気球のことで、主に水素やヘリウムガスを注入したガス気球としてラジオゾンデ、レーウィンゾンデ、GPSゾンデなどの高層気象観測機材を付けて飛ばしたり、測雲気球・測風気球の観測や各種の環境調査で飛ばされる。
ゴム気球は気球の形状や重量の違いが上昇速度や風速などの観測に影響が出てくることから、一般に形状が球状であり、またゴム気球のサイズは本体の重量（グラム数）表記で、一般には30g気球から　3000g気球と多くの種類が使われており、観測する目的と観測対象の高度により使用するゴム気球が選択される。
また、同じ規定重量のゴム気球でも気球に入れる浮揚ガスの浮力の大きさの違いにより上昇速度が変わるため、毎回規定の浮力となるまで浮揚ガスを注入して用いられる。
ゴム気球の色は乳白色が主だが、目視で飛翔気球を追跡する測雲気球・測風気球観測や、イベント装飾など多目的用途向けに着色されたものもある。
原料は天然ゴムのほか、高層観測用途に作られたゴム気球では天然ゴムに特性が近く耐候性があるクロロプレンゴムラテックスなどの合成ゴムも使われるが、これは天然ゴムが上空の紫外線やオゾン層などの劣化を受けやすいためである。
ゴム気球は通常は高層気象観測など高信頼性を求められる用途に用いられるため、工場で製品の品質管理が十分に行われるが、使用時には信頼性を高めるためには1日もしくは1回限りで処分することが望ましい。
気象観測用ゴム気球は世界でも数社の企業でしか製造を行っていないが、日本では気球製作所やトーテックス（TOTEX）が製造している[1]。

## 使用法

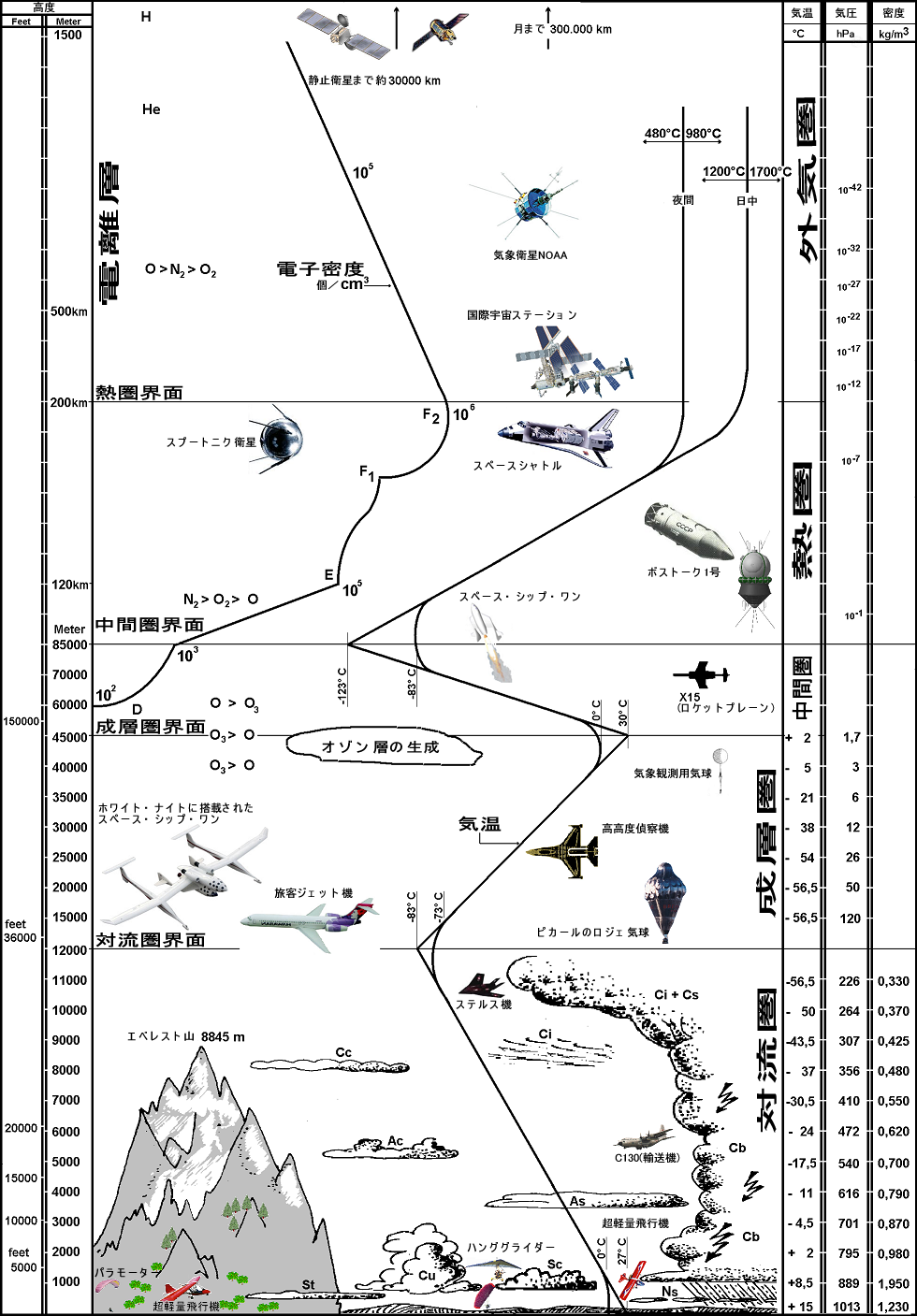
地球の大気の構造。ゴム気球が到達する高度は気球の重量により大きく異なり、特に天然ゴム製のものは高層で紫外線やオゾンなどによる劣化の影響を受けやすい。

ゴム気球は通常は水素やヘリウムなどの浮揚ガスを注入して使われるが、気象庁で最も多く使用している600g気球は水素ガスを充填して使用するので、火気は厳禁である。
その場合、観測目的に応じた浮力になるまで充填して用いられる。　これは浮力により気球の上昇速度が決まってくるからである。
気球の上昇速度 (v) は、浮力 (L) と気球の重さ (W) で決まり、以下の近似式が知られている。
（kは気球の形と大きさによって定まる係数で、実験などにより求められる。）
{\displaystyle v={\frac {{kL}^{1/2}}{{(W+L)}^{1/3}}}}
一例として、600g気球でレーウィンゾンデを飛ばす場合、毎分360mで上昇するように浮力を付けると、通常は約90分で約30kmの高度に達し破裂する。
なお、天然ゴム製の気球を使用する場合、レーウィンゾンデなどの高層気象観測では低温に加え天然ゴムの劣化原因となる紫外線やオゾンに曝され、氷結が破裂の原因にもなることから、ゴム膜の特性を改善するために使用するゴム気球に事前に「灯油付け（ケロシン付け）」といわれる灯油の浸漬・乾燥工程が行われることがある。

### パイロットバルーン用途
人間の目視で気象観測するために用いられるもの。観測が雲などの視界の影響を受けやすく距離的な限界もあることから、地上1km程度の高度の観測で行なわれる。
気球には通常は計測機器は付けられることなく、夜間の観測でもランプの重量が付加されるだけであるため、一般に小型のゴム気球が用いられる。
ゴム気球は30g(平均破裂高度12.5km)ないし100g(同18.5km)のもので赤色など目立ちやすい色に着色されたものが用いられる。

### レーウィンゾンデ用途
レーウィンゾンデなどのラジオゾンデの観測装置を付けて飛ばすもので、ゴム気球は100g(平均破裂高度18.5km)ないし1000g(同33km)程度のものがあるが、一般には600g気球(同30.5km)や1200g(同34km)が使われることが多い。
600g気球に水素を充填して使用する場合、地上で飛ばすときの直径は通常約1.6m、海抜高度30km付近で破裂する直前の直径は約8mに達する。

### 特殊ゾンデ用途
特殊ゾンデ用途としてはオゾンゾンデなどの観測装置を付けて飛ばすもので、ゴム気球は1000g(平均破裂高度33km)ないし3000g(同38km)のものがあるが、オゾンゾンデでは2000g気球(同36km)が使われることが多い。　3000g気球では原型の長さは約3m、平均破裂高度38km付近における破裂時の直径は約13.5mに達する。
おおむね高度40km以上の成層圏の高高度観測の用途では通常はゴム気球は用いられず、ポリエチレンなどの薄膜のフィルムで作られ、軽量化とともに耐久性が考慮された薄膜型高高度気球が使われる。

## 使用団体
ゴム気球は日本の官公庁では気象庁のほか自衛隊で多く使われており、また民間の気象サービス会社、大学の研究機関や環境調査団体などでも使われている。

## バルーンアートでの使用
ゴム気球はバルーン業界ではジャンボバルーンとも呼ばれ、ゴム気球は玩具用ゴム風船に比べ一般に普通のゴム風船よりも柔らかい肌触りの感触がある。
ゴム気球は大型のゴム風船より高価であるが、個人でも店頭で購入可能である。
バルーンアートではバルーンデコレーションのオブジェに使われたり、アトラクションではコンサートの観客席への巨大バルーン投入に使われるほか、ゴム膜が柔らかくゴム気球の中にゴム風船や紙吹雪などを入れやすいことから、針を刺してくす玉のように中身を飛び出させるスパークバルーンの素材として多用されている。